# Râul Răcătău, Someș
Râul Răcătău este un curs de apă, afluent al râului Someșul Rece. 